# Ormosia ormondii
Ormosia ormondii är en ärtväxtart som först beskrevs av Ferdinand von Mueller, och fick sitt nu gällande namn av Elmer Drew Merrill. Ormosia ormondii ingår i släktet Ormosia och familjen ärtväxter. Inga underarter finns listade i Catalogue of Life.